# Tonneville
Tonneville est une ancienne commune française du département de la Manche et de la région Normandie, peuplée de 587 habitants.
Depuis le 1er janvier 2017, elle fait partie de la nouvelle commune de La Hague et a le statut de commune déléguée.

## Géographie

### Localisation
Tonneville est située, en hauteur, aux portes de la Hague et à la lisière de la commune nouvelle de Cherbourg-en-Cotentin, et d'où l'on a un panorama sur la rade de Cherbourg.
Les communes limitrophes sont Querqueville, Équeurdreville-Hainneville, Flottemanville-Hague et Sainte-Croix-Hague.

## Toponymie
Le nom de la localité est attesté sous les formes Tommevilla et Thommevilla au début du XIIIe siècle.
Du nom de personne scandinave Tummi ou Tommi et du latin Villa le domaine rural.

## Histoire

### Antiquité
Sur le territoire communal fut mis au jour des coins en bronze.

### Moyen Âge
Colin Basan († 1453), seigneur de Gatteville, fut le premier Basan seigneur de Tonneville. Le fief avait été acquis en 1398, et restera dans la famille jusqu'à la fin du XVIIe siècle.

### Temps modernes
En 1567, René Bazan, sieur de Tonneville, est taxé pour ce fief de 6 livres dans le rôle des nobles et roturiers, au titre du ban et de l'arrière ban de la vicomté de Coutances, réalisé par Gilles Dancel, seigneur d'Audouville, lieutenant général du bailli de Cotentin, tenu à Coutances les 20-22 octobre. Le fief de Tonneville, qui valait un quart de fief de haubert, était tenu du roi sous la vicomté de Valognes.
Au XVIIIe siècle, un M. de Percy est seigneur de Tonneville.

### Époque contemporaine
La commune est libérée le 27 juin 1944 par le 60e régiment d'infanterie US.

## Politique et administration

### Liste des maires
| Période                                  | Période       | Identité              | Étiquette | Qualité                       |
| ---------------------------------------- | ------------- | --------------------- | --------- | ----------------------------- |
| Les données manquantes sont à compléter. |               |                       |           |                               |
| ?                                        | 1799          | Pierre Ouitre         |           |                               |
| 1799                                     | 1799          | Joseph Néel           |           |                               |
| 1799                                     | 1800          | François Agnès        |           |                               |
| 1800                                     | 1808          | Joseph Néel           |           |                               |
| 1808                                     | 1815          | Pierre Fleury         |           |                               |
| 1815                                     | 1829          | Étienne Fleury        |           |                               |
| 1829                                     | 1869          | Pierre Charles Fleury |           |                               |
| 1869                                     | 1889          | Jean Charles Fleury   |           |                               |
| 1889                                     | 1904          | Pierre Orange         |           |                               |
| 1904                                     | 1911          | Jean Marin Paris      |           |                               |
| novembre 1911                            | mai 1929      | Pierre Fleury         |           | Éleveur                       |
| mai 1929                                 | mai 1935      | Eugène Fleury         |           |                               |
| mai 1935                                 | 1939          | Pierre Charles Fleury |           |                               |
| 1939                                     | mars 1965     | Pierre Fleury         |           | Éleveur                       |
| mars 1965                                | mars 1977     | François Fleury       |           |                               |
| mars 1977                                | mars 2001     | Louis Desmares        | PS        | Retraité DCN, maire honoraire |
| mars 2001                                | décembre 2016 | Pierre Mesnil         | SE        | Retraité DCN                  |

### Liste des maires délégués
| Période      | Période      | Identité        | Étiquette | Qualité                     |
| ------------ | ------------ | --------------- | --------- | --------------------------- |
| janvier 2017 | juillet 2020 | Pierre Mesnil   | SE        | Retraité DCN                |
| juillet 2020 | En cours     | Pascale Jumelin |           | Technicienne de laboratoire |

## Population et société
Les habitants sont appelés les Tonnevillais.

### Démographie
L'évolution du nombre d'habitants est connue à travers les recensements de la population effectués dans la commune depuis 1793. À partir du 1er janvier 2009, les populations légales des communes sont publiées annuellement dans le cadre d'un recensement qui repose désormais sur une collecte d'information annuelle, concernant successivement tous les territoires communaux au cours d'une période de cinq ans. 
Pour les communes de moins de 10 000 habitants, une enquête de recensement portant sur toute la population est réalisée tous les cinq ans, les populations légales des années intermédiaires étant quant à elles estimées par interpolation ou extrapolation. Pour la commune, le premier recensement exhaustif entrant dans le cadre du nouveau dispositif a été réalisé en 2008,.
En 2021, la commune comptait 587 habitants, en évolution de −9,97 % par rapport à 2015 (Manche : +0,44 %, France hors Mayotte : +2,49 %).
| 1793 | 1800 | 1806 | 1821 | 1831 | 1836 | 1841 | 1846 | 1851 |
| ---- | ---- | ---- | ---- | ---- | ---- | ---- | ---- | ---- |
| 329  | 273  | 283  | 282  | 257  | 267  | 272  | 259  | 260  |

| 1856 | 1861 | 1866 | 1872 | 1876 | 1881 | 1886 | 1891 | 1896 |
| ---- | ---- | ---- | ---- | ---- | ---- | ---- | ---- | ---- |
| 250  | 225  | 197  | 200  | 183  | 194  | 215  | 485  | 236  |

| 1901 | 1906 | 1911 | 1921 | 1926 | 1931 | 1936 | 1946 | 1954 |
| ---- | ---- | ---- | ---- | ---- | ---- | ---- | ---- | ---- |
| 170  | 152  | 154  | 137  | 152  | 133  | 170  | 179  | 183  |

| 1962 | 1968 | 1975 | 1982 | 1990 | 1999 | 2008 | 2013 | 2018 |
| ---- | ---- | ---- | ---- | ---- | ---- | ---- | ---- | ---- |
| 199  | 217  | 217  | 347  | 412  | 595  | 648  | 642  | 604  |

| 2019 | - | - | - | - | - | - | - | - |
| ---- | - | - | - | - | - | - | - | - |
| 586  | - | - | - | - | - | - | - | - |

### Culte
L'église est rattachée à la nouvelle paroisse Notre-Dame de l'Assomption du Doyenné de Cherbourg-Hague.

## Culture locale et patrimoine

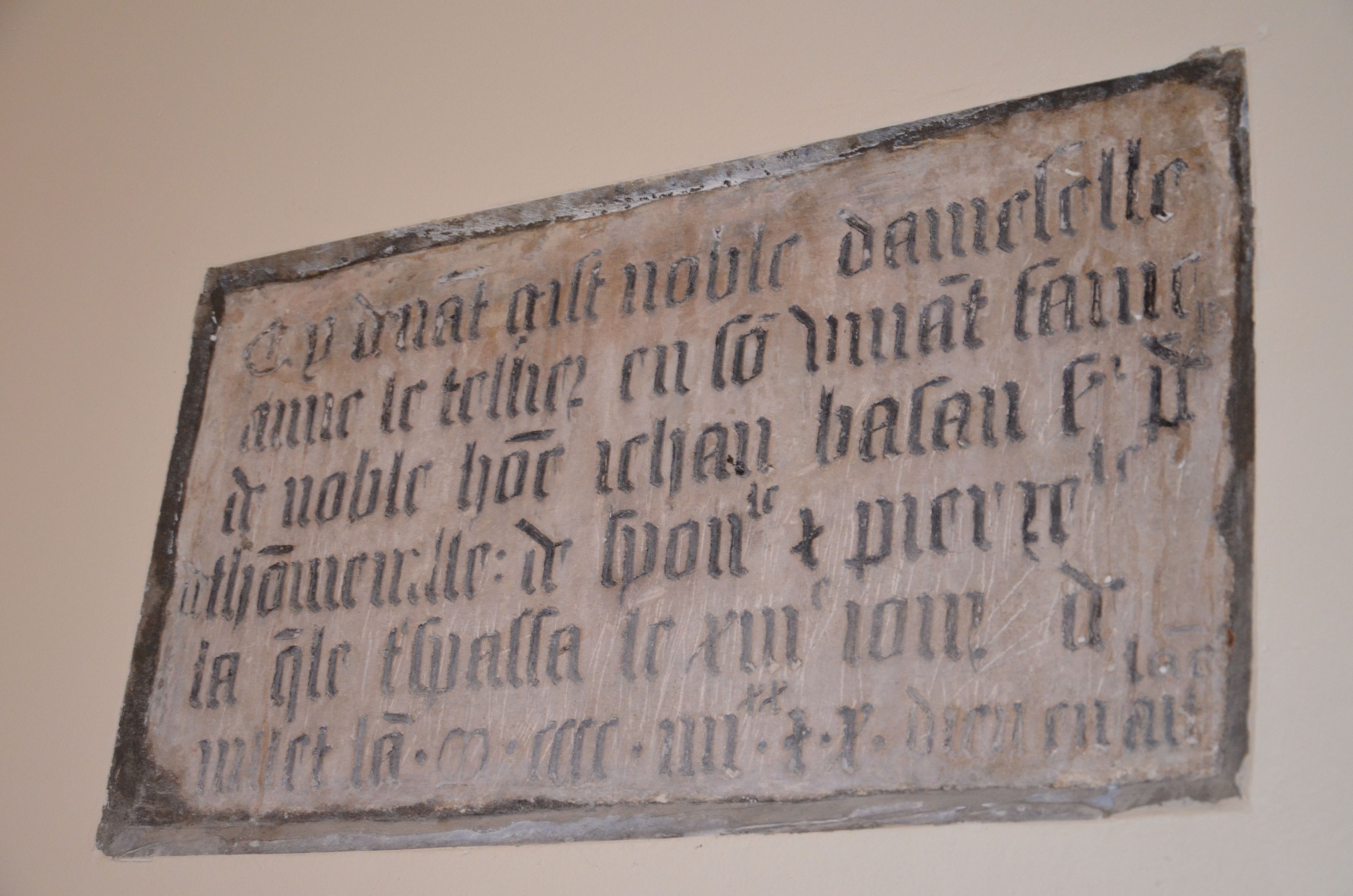
La plaque funéraire d'Anne Le Tellier.

Tonneville est un village typique en pierre dominé par une église d'architecture romane du XIIe siècle. La mairie occupe une ancienne demeure seigneuriale des Bazan (crédence et escalier en pierre). La place communale, sur laquelle un parc de stationnement a été aménagé, est entourée par une école maternelle et primaire (quatre classes), une salle communale, une bibliothèque-audiothèque ainsi qu'un plateau sportif.
Cinq moulins à farine tournaient autrefois sur le ruisseau Lucas ; les vestiges de l'un d'eux sont visibles au lieu-dit le moulin Ponthus. L'ancien barrage du Rouland existait afin d'exploiter la forte source de Saint-Martin. De vieilles demeures seigneuriales du XIIe siècle, telles que le manoir, l'ancienne mairie et la Suhardière, entourent l'église.

### Lieux et monuments
- Observatoire-planétarium Ludiver du cap de la Hague.
- Église Saint-Martin des XIIe – XVIIe siècles avec clocher roman à bâtière. L'édifice abrite des fonts baptismaux du XVIIIe et la plaque funéraire d'Anne Le Tellier de la Luthumière du XVe, épouse de Jean II Bazan seigneur et patron de Tonneville, Siouville et Pierreville, classée au titre objet aux monuments historiques[15].
- Croix de cimetière.
- Croix de chemin du XVIIIe siècle.
- Château du Bigard.
- Ancien manoir des Bazan, transformé en presbytère et aujourd'hui siège de la mairie.
- Manoir de la Suhardière des XVIe – XVIIe siècles, restauré après 1944.
- Manoir des Petits Prés, ancienne possession des Percy, et où s'entretient toujours la légende de la demoiselle de Tonneville.

### Patrimoine culturel
La commune est le cadre d'une des plus célèbres légendes de la Hague : la « demoiselle de Tonneville ». L'héroïne en est Blanche de Percy (fl. XIIIe siècle), qui à sa mort aurait vouer son corps au diable pour venger son frère de la perte d'un procès.

### Héraldique
| Blason de Tonneville | Blason  | Coupé : au 1er d'azur au lion léopardé et couronné d'or soutenu d'une jumelle d'argent, au 2e parti au I d'argent à quatre lionceaux de sable, au II d'argent à la fasce de gueules accompagnée de trois mouchetures d'hermine de sable. |
| Blason de Tonneville | Détails | Armes basées sur celles de trois familles de Tonneville, retrouvées sur un bloc de pierre de la chapelle du manoir. Le premier renvoie à la famille de Basan qui portait « d'azur à deux jumelles d'argent, au lion léopardé en chef, armé, lampassé et couronné d'or avec le fouet de la queue du même ». Les quatre lionceaux rappellent celles de la famille de Le Tellier de La Luthumière, qui portait « d'argent à la croix de gueules, cantonnée de quatre lions de sable ». Et enfin le dernier est celui de la famille d'Anneville de Chiffrevast, qui portait « d'hermine plain, à la fasce de gueules ». Adopté par la municipalité. |